# Morpho rhetenor
Morpho rhetenor é uma borboleta neotropical da família Nymphalidae, subfamília Satyrinae e tribo Morphini, descrita em 1775 e nativa das Guianas, Venezuela, Colômbia, Equador, Peru, Bolívia e Brasil (Mato Grosso, Pará e Amazonas). Visto por cima, o padrão básico da espécie (macho) apresenta asas de coloração azul iridescente com as pontas das asas anteriores de coloração enegrecida. Em alguns exemplares de algumas subespécies é possível visualizar pequenas pontuações de coloração branca nas asas, que se destacam demasiadamente na subespécie Morpho rhetenor helena e formam par com manchas maiores e uma faixa branca que se estende para as asas traseiras. O dimorfismo sexual é acentuado, com as fêmeas maiores, menos frequentes e com asas de coloração predominante amarela.

## Hábitos
Adrian Hoskins cita que, como a maioria das espécies de Morpho, M. rhetenor passa as manhãs patrulhando trilhas ao longo dos cursos de córregos e rios. Nas tardes quentes e ensolaradas, às vezes, podem ser encontradas absorvendo a umidade da areia, visitando seiva a correr de troncos ou alimentando-se de frutos em fermentação.

## Subespécies
M. rhetenor possui seis subespécies:
- Morpho rhetenor rhetenor - Descrita por Cramer em 1775, de exemplar proveniente do Suriname.[5][9]
- Morpho rhetenor cacica - Descrita por Staudinger em 1876, de exemplar proveniente do Peru.[10]
- Morpho rhetenor helena - Descrita por Staudinger em 1890, de exemplar proveniente do Peru.[7]
- Morpho rhetenor columbianus - Descrita por Krüger em 1925, de exemplar proveniente da Colômbia.[6]
- Morpho rhetenor equatenor - Descrita por Le Moult & Réal em 1962, de exemplar proveniente do Equador.
- Morpho rhetenor subtusmurina - Descrita por Le Moult & Réal em 1962, de exemplar proveniente do Brasil.